# Episodi di Bleach (settima stagione)

Eyecatch di Bleach durante la settima stagione

La settima stagione dell'anime Bleach si intitola saga degli Arrancar: Infiltrazione a Hueco Mundo (BLEACH 破面・虚圏 潜入篇?, Burīchi: Arankaru Wekomundo sennyū hen) e comprende gli episodi che vanno dal 132 al 151. La regia delle puntate è a cura di Noriyuki Abe e sono prodotte da TV Tokyo, Dentsu e Pierrot. Gli episodi sono adattati dal manga omonimo di Tite Kubo e corrispondono alle vicende narrate dal capitolo 229 al 251. In questa stagione viene raccontato il viaggio di Ichigo Kurosaki e dei suoi compagni nell'Hueco Mundo per liberare Inoue Orihime, che è stata catturata dagli Arrancar capitanati da Sōsuke Aizen. La settima stagione è andata in onda in Giappone dal 4 luglio 2007 al 5 dicembre 2007 su TV Tokyo. L'edizione italiana è stata pubblicata su Prime Video il 25 gennaio 2022.
La settima stagione di Bleach utilizza quattro sigle: due di apertura, Alones degli Aqua Timez (episodi 132-143) e After Dark degli Asian Kung-Fu Generation (episodi 144-151), e due di chiusura, Daidai (Bitter Orange) dei Chatmonchy (episodi 132-143) e Tane wo maku hibi di Kōsuke Atari (episodi 144-151).

## Lista episodi
| Nº  | Titolo italiano Giapponese 「Kanji」 - Rōmaji | In onda           | In onda         |
| Nº  | Titolo italiano Giapponese 「Kanji」 - Rōmaji | Giapponese        | Italiano        |
| 132 | Karin, Hitsugaya, e il pallone da calcio 「日番谷と夏梨とサッカーボール」 - Hitsugaya to Karin to sakkābōru | 4 luglio 2007     | 25 gennaio 2022 |
| 132 | Karin Kurosaki incontra Hitsugaya e gli chiede di far parte della sua squadra di calcio, ma lui rifiuta, anche se è interessato alla capacità di avvertire la presenza di Hollow di Karin. Nel giorno della partita Karin si infortuna al ginocchio, e Hitsugaya decide di giocare con lei finendo con il vincere la partita e segnando diversi goal. Dopo il match arriva un Hollow, ma viene velocemente sconfitto dal capitano. |                   |                 |
| 133 | L'ardente storia di kendo di Ikkaku 「一角、熱血剣道物語」 - Ikkaku, nekketsu kendō monogatari | 11 luglio 2007    | 25 gennaio 2022 |
| 133 | Mizuho, la sorella di Keigo Asano, pratica il kendo; i suoi compagni migliori sono tutti infortunati e si ritrova costretta a chiedere aiuto ad Ikkaku. Quelli che rimangono si infortunano con i suoi allenamenti. L'unico che rimane si chiama Shinji: egli è il più motivato e si vuole vendicare dei compagni feriti, così Ikkaku trova dei sostituti, Renji, Hitsugaya e Keigo. Ikkaku desidera che Shinji vinca vendicando così i suoi compagni. Hitsugaya vince, Keigo perde, Renji vince. Poi tocca a Shinji che sconfigge l'avversario. Dopo aver sconfitto un Hollow, Ikkaku affronta il loro capo, anche lui calvo, che aveva scaricato Mizuho, ed è questo il vero motivo che la spingeva a vendicarsi di quest'uomo. |                   |                 |
| 134 | Yumichika, il bellissimo pasticciere 「美しきパティシエ、弓親！」 - Utsukushiki patishie, Yumichika! | 18 luglio 2007    | 25 gennaio 2022 |
| 134 | Yumichika Ayasegawa deve fare da guida a Rin Tsubokura della Dodicesima Divisione e Hanataro della Quarta. I tre incontrano un cuoco fantasma che chiede aiuto per preparare una torta per sua madre; una volta pronta la consegnano alla donna che rifiuta in quanto la torta le ricorda suo figlio. Arriva un Hollow, Yumichika lo elimina subito, e Rin, attraverso un oggetto speciale, riesce a fare in modo che la madre veda il proprio figlio, e proprio lui le consegnerà la torta. |                   |                 |
| 135 | L'inganno di Kon! Rangiku in allerta 「はかられた、コン！乱菊は見ていた・・」 - Hakarareta Kon! Rangiku wa mite ita... | 25 luglio 2007    | 25 gennaio 2022 |
| 135 | Kon salva una bambina che stava annegando di nome Miyuri. Kon poi entra nel corpo del peluche a forma di cane che porta la ragazza. Così Kon è obbligato a giocare con la bambina. Miyuri dice che lei non ha amici e che i suoi genitori hanno divorziato e che il cane è stato investito da un'auto. Kon la porta nella vecchia casa di Miyuri, però vengono attaccati da un Hollow a due teste di cane, Kon lo attacca anche se è dentro ad un corpo di peluche, e viene ferito però in suo aiuto viene a salvarlo Matsumoto che elimina l'Hollow. L'anima modificata le dice che lei deve farsi nuovi amici e che deve abbandonare questo corpo, e così ritorna nel suo corpo originario. |                   |                 |
| 136 | Insurrezione nello Hueco Mundo! La morte di Ulquiorra! 「ウェコムンド内乱！ウルキオラの死」 - Weko Mundo nairan! Urukiora no shi | 8 agosto 2007     | 25 gennaio 2022 |
| 136 | Nella base di Aizen, Las Noches, un Arrancar chiamato Patros si ribella ad Aizen, rifiutando l'idea che uno Shinigami lo possa comandare, e insieme ad altri due Arrancar sembra che riescano ad uccidere Ulquiorra e rubano l'Hōgyoku, perché così diventerà, secondo il suo piano, il re. Ikkaku combatte contro uno dei due Arrancar e l'altro combatte contro Hitsugaya, Renji combatte contro Patros. Nel frattempo vediamo Ulquiorra senza nemmeno un graffio che appare sulla Terra. |                   |                 |
| 137 | Una battaglia dettata dalla malizia, la trappola di Aizen 「悪意の戦い、藍染の罠」 - Akui no tatakai, Aizen no wana | 22 agosto 2007    | 25 gennaio 2022 |
| 137 | Aizen ha usato il suo Shikai per far credere a Patros di aver ucciso Ulquiorra, inoltre l'Hōgyoku che si era vista era falsa ed è ora al sicuro nelle mani dell'ex capitano. I due Arrancar subordinati di Patros vengono sconfitti. Renji usa il Bankai e Patros rilascia la sua Zanpakutō, mentre Ririn, Nova, Kuroud, distraggono Patros, e alla fine del combattimento Renji elimina Patros. Ulquiorra torna nell'Hueco Mundo e riferisce che le abilità di Orihime Inoue sono molto importanti per il piano di Aizen. |                   |                 |
| 138 | Lo Hueco Mundo torna alla carica! Hitsugaya contro Yammy 「ウェコムンド再動!日番谷vsヤミー」 - Weko Mundo saidō! Hitsugaya vs Yamī | 29 agosto 2007    | 25 gennaio 2022 |
| 138 | A Las Noches, Aizen tramite l'Hōgyoku forma un nuovo Arrancar, chiamato Wonderweiss Margela, e ordina ad Ulquiorra di prendere alcuni Arrancar per la missione che deve compiere. Ichigo nel frattempo si allena ancora con i Vizard, imparando a controllare la sua maschera di Hollow al massimo per undici secondi. Sulla Terra, dove si trovano Yumichika, Rangiku, Hitsugaya e Ikkaku, arrivano degli Arrancar, tra i quali il nuovo numero 6 Luppi Antenor, sostituto di Grimmjow, Wonderweiss, Yammy e Grimmjow (il quale a seguito della perdita del braccio ad opera di Tosen è stato sollevato dal suo grado di Espada). Quest'ultimo parte immediatamente alla ricerca di Ichigo, il quale percepita la presenza del proprio nemico fa lo stesso. I due si incontrano e dopo un rapido scambio di battute, Ichigo usa il proprio Bankai. Nel mentre, nella stanza di allenamento, sia Chad che Renji manifestano ad Urahara il proprio desiderio di accorrere sul campo di battaglia, ma Urahara, considerando che i due a causa dell'estenuante allenamento che stanno sostenendo sono allo stremo delle forze, gli vieta di agire, annunciando che sarà egli stesso a scendere in campo. |                   |                 |
| 139 | Ichigo contro Grimmjow, la battaglia degli undici secondi! 「一護vsグリムジョー、 11秒の戦い!」 - Ichigo vs Gurimujō, 11 byō no tatakai! | 5 settembre 2007  | 25 gennaio 2022 |
| 139 | Gli Shinigami sulla Terra si scontrano con gli Arrancar inviati da Aizen. Luppi con il benestare dei suoi compagni affronta da solo i quattro Shinigami e tramite il rilascio della sua Zanpakutō manifesta la sua vera forma, dotata di otto enormi tentacoli con i quali mette in crisi gli Shinigami. Ichigo nel frattempo affronta Grimmjow, utilizzando oltre al Bankai la sua maschera da Hollow. Grimmjow si trova in seria difficoltà di fronte alla potenza di Ichigo e non riesce in alcun modo ad evitarne gli attacchi. Ma al momento di sferrare il colpo di grazia scadono gli undici secondi nei quali Ichigo riesce a trattenere la trasformazione e la situazione si ribalta con Grimmjow di nuovo in vantaggio. Dall'altra parte Luppi ferisce Hitsugaya e si appresta a uccidere Matsumoto, quand'ecco che interviene provvidenzialmente Urahara. Orihime lungo la strada che porta dalla Soul Society alla Terra, scortata da due Shinigami, incontra Ulquiorra. L'Espada, dopo aver assassinato i due guardiani, chiede ad Orihime di andare con lui e nel caso in cui non obbedisca afferma che farà uccidere tutti i suoi amici.                                               |                   |                 |
| 140 | I piani di Ulquiorra al tramonto 「策謀のウルキオラ、太陽が沈む時」 - Sakubō no Urukiora, taiyō ga shizumu toki | 12 settembre 2007 | 25 gennaio 2022 |
| 140 | Luppi, dopo aver colpito duramente Hitsugaya si prepara ad uccidere gli altri Shinigami, ma il capitano della Decima Divisione contrattacca sconfiggendo Luppi. Yammy Rialgo affronta Urahara, il quale sembra avere facilmente la meglio sull'Arrancar. Grimmjow sta per uccidere Ichigo, ma viene salvato dall'arrivo di Rukia, che imprigiona Grimmjow in una teca di ghiaccio. L'Espada si libera facilmente e si appresta ad ucciderla, ma arriva Shinji Hirako. Il Vizard combatte alla pari con Grimmjow senza rilasciare la sua Zanpakutō e senza utilizzare la maschera. Quando decide di utilizzare la trasformazione in Hollow il Vizard sembra essere nettamente superiore. A quel punto Grimmjow decide di rilasciare la sua Zanpakutō, ma arriva Ulquiorra a fermarlo e lo porta con sé nell'Hueco Mundo, dicendo che la loro missione è stata completata. Tutti gli Arrancar ritornano alla loro base. |                   |                 |
| 141 | Addio, Kurosaki 「さよなら…、黒崎くん!」 - Sayonara..., Kurosaki-kun! | 19 settembre 2007 | 25 gennaio 2022 |
| 141 | Ulquiorra elargisce dodici ore di tempo ad Orihime in cui può dire addio ad una sola persona, le vieta però di indicare a chiunque la meta del suo viaggio, per poi recarsi all'Hueco Mundo di sua spontanea volontà. In questo modo gli Shinigami penseranno che lei sia una traditrice. L'Espada le ha dato un braccialetto che la rende invisibile, con il quale riesce a passare attraverso i muri. Orihime decide di andare da Ichigo, svenuto nel suo letto a seguito della battaglia con Grimmjow. Orihime, mentre Kurosaki dorme, gli confessa il suo amore e si congeda da lui. |                   |                 |
| 142 | Ordine perentorio! Proibito il salvataggio di Orihime Inoue! 「厳命！井上織姫ノ救出ヲ禁ズ」 - Genmei! Inoue Orihime no kyujutsu o kinzu | 26 settembre 2007 | 25 gennaio 2022 |
| 142 | Saputo della scomparsa di Inoue, il capitano Genryūsai Shigekuni Yamamoto, ritenendola una traditrice, contatta gli Shinigami sulla Terra spiegando la situazione e vietando ad Ichigo di recarsi in Hueco Mundo. Rukia e Renji vengono ricondotti contro la loro volontà alla Soul Society da Byakuya e Zaraki. Ichigo si reca quindi da Urahara, consapevole che potrà trovare un aiuto nel suo tentativo di salvare l'amica. Costui infatti accetta volentieri e presenta allo Shinigami i suoi compagni di viaggio: Ishida e Chad. |                   |                 |
| 143 | Grimmjow risorge 「復活のグリムジョー」 - Fukkatsu no Gurimujō | 3 ottobre 2007    | 25 gennaio 2022 |
| 143 | Orihime scortata a Las Noches, incontra Aizen e viene da questo pregata di mostrare la sua abilità, guarendo, o meglio, facendo ricomparire il braccio tagliato di netto di Grimmjow. L'Espada, appena tornato in possesso del suo braccio, si fa guarire anche la cicatrice con il tatuaggio di Sexta Espada, e subito trafigge e uccide Luppi, riappropriandosi in tal modo del suo grado di Espada. Ishida, Chad e Ichigo nel frattempo attraversano il Garganta che collega la Terra con Hueco Mundo. Il padre di Ichigo incontra Ryuken Ishida, il padre di Uryu, e si scopre che i due si conoscono da lungo tempo. |                   |                 |
| 144 | Ishida, Chad e la nascita di un nuovo potere 「石田・チャド、新しき力の胎動」 - Ishida・Chado, atarashiki chikara no taidō | 17 ottobre 2007   | 25 gennaio 2022 |
| 144 | Ichigo, Chad e Ishida, giungono nell'Hueco Mundo. I tre entrano in una stanza dove si trovano di fronte due Arrancar chiamati Demora e Iceringer, anche se rispetto agli altri Arrancar incontrati sulla Terra, sono più simili a degli Hollow. Chad e Ishida si occupano dei due mostrando i loro nuovi poteri: Ishida per mezzo del suo nuovo arco chiamato Ginrei Kojaku, è in grado di scoccare 1200 frecce al secondo e Chad con un nuovo colpo chiamato El Directo sconfiggono i due senza problemi. |                   |                 |
| 145 | L'adunata degli Arrancar! Il consiglio reale di Aizen 「エスパーダ集結！藍染の御前会議」 - Esupāda shūketsu! Aizen no gozen kaigi | 24 ottobre 2007   | 25 gennaio 2022 |
| 145 | Chad con il suo El Directo uccide Demora, ed Iceringer, ormai sconfitto avverte che per Aizen loro non sono affatto un pericolo. Sconfitti i due Arrancar la stanza si distrugge e quindi Ichigo e gli altri escono fuori vedendo per la prima volta l'Hueco Mundo. Da lontano osservano il castello dell'ex capitano chiamato Las Noches. I tre proseguono verso quella costruzione. Nel frattempo Aizen, insieme a Gin e Tosen, riunisce i suoi dieci Espada, e avverte che tre persone sono entrati nell'Hueco Mundo per riprendersi Orihime. Grimmjow appena vede Ichigo corre per andare ad affrontarlo, ma Aizen con la sua reiatsu blocca Grimmjow facendolo inchinare. Aizen continua il suo discorso interrotto bruscamente affermando che non li devono sottovalutare ma nemmeno preoccuparsi perché con lui loro sono invincibili. Il trio di eroi vedono una bambina in pericolo e decidono di prestarle soccorso. |                   |                 |
| 146 | Arriva in scena un misterioso Arrancar, il suo nome è Nel! 「その名はネル！不思議なアランカル登場」 - Sono na wa Neru! Fushigi na arankaru tōjō | 31 ottobre 2007   | 25 gennaio 2022 |
| 146 | Ichigo e compagni, cercano di salvare una bambina che si rivela essere un Arrancar di nome Nel, i tre che la inseguono sono tre Hollow suoi amici che si chiamano Pesche Guatiche, Dondochakka Bilstin e il loro animale chiamato Bawabawa. Dopo aver fatto amicizia Nel e il suo gruppo si uniscono al gruppo. Tutti insieme affrontano Lunuganga, un Hollow fatto di sabbia, il guardiano di Las Noches. Kurosaki e gli altri provano ad eliminarlo, ma essendo di sabbia si ricostruisce, ed è inutile attaccarlo. A salvarli arrivano Rukia Kuchiki, e Renji Abarai. La ragazza congela subito l'Hollow ma questi si rigenera nuovamente. |                   |                 |
| 147 | La foresta dei Menos! In cerca di Rukia 「メノスの森！ 消えたルキアを探せ」 - Menosu no mori! Kieta Rukia o sagase | 7 novembre 2007   | 25 gennaio 2022 |
| 147 | Lunuganga, il mostro di sabbia ha più di un corpo, e quindi non è ancora morto. Rukia vuole ucciderlo ma accidentalmente colpisce Bawabawa e quindi vengono inghiottiti dalla sabbia. Ora si trovano nella foresta dei Menos e Rukia si trova lontano dal resto del gruppo. La ragazza dopo aver sconfitto un gruppo di Hollow incontra diversi Menos Grande e viene aiutata da uno Shinigami chiamato Ashido Kanō, che indossa una maschera di Hollow, e i due si fronteggiano. Nel ed i suoi amici vengono catturati da un gruppo di Hollow ed Ichigo e compagni sono circondati da molti Menos Grande. |                   |                 |
| 148 | Ashido, lo Shinigami giunto dal passato 「アシド、過去から来た死神」 - Ashido, kako kara kita shinigami | 14 novembre 2007  | 25 gennaio 2022 |
| 148 | Ashido e Rukia continuano ad attaccarsi ma dopo decide di raccontarle tutto il passato alla ragazza, di tutti gli amici che ha visto morire, e le spiega come mai è finito nella foresta dei Menos. I due vengono attaccati da un Adjuchas ma facilmente lo sconfiggono. Nel frattempo Nel prova a ingannare i nemici fuggendo poi dagli Arrancar ma senza successo e Ashido per proteggere Rukia rimane ferito. |                   |                 |
| 149 | La foresta che crolla e la moltitudine di Menos 「崩れ行く森、百万のメノス」 - Kuzureyuku mori, hyakuman no Menosu | 21 novembre 2007  | 25 gennaio 2022 |
| 149 | Ashido si è fatto colpire per salvare Rukia, e lei uccide l'Adjuchas per ringraziarlo. Ichigo e gli altri prima trovano Nel e i suoi amici e poi sono vittima di un'imboscata architettata da alcuni Adjuchas ma li eliminano senza troppi problemi. Ashido e Rukia eliminano altri Adjuchas che impedivano loro di trovare Ichigo. Una volta riuniti tutti se ne vanno dalla foresta, tranne Ashido. Rukia promette che al ritorno dall'Hueco Mundo lo andrà a salvare. Nel frattempo, a Las Noches, Ulquiorra informa Orihime che i suoi amici sono venuti a salvarla. |                   |                 |
| 150 | Lo giuriamo! Torneremo qui vivi! 「誓い！再び生きてこの場所へ」 - Chikai! Futatabi ikite kono basho e | 28 novembre 2007  | 25 gennaio 2022 |
| 150 | Ichigo e compagni irrompono nella fortezza e, dopo essersi promessi l'un l'altro di tornare indietro vivi, imboccano ognuno una strada diversa. Nel segue Ichigo, Dondochakka va con Renji e Pesche con Ishida. Ulquiorra parla con un altro Espada, Nnoitra Gilga, illustrandogli le diverse trappole psicologiche che Aizen ha architettato per fare in modo che Inoue venisse considerata una traditrice dalla Soul Society. Aizen, nel mentre, parla con Orihime mostrandole l'Hōgyoku, e lei in cuor suo decide che il suo scopo sarà quello di distruggere quell'oggetto. |                   |                 |
| 151 | Tempesta violenta! L’incontro con l'Arrancar danzante 「吹き荒れる暴風！踊るアランカルとの遭遇」 - Fukiareru bōfū! Odoru arankaru to no sōgū | 5 dicembre 2007   | 25 gennaio 2022 |
| 151 | Ichigo insieme a Nel, incontra il Privarón Espada Dordoni, i due si affrontano. Ishida e Chad incontrano altri due Privarón Espada. Questi Arrancar sono ex Espada e il loro numero è composto da tre cifre. Ichigo e Dordoni iniziano ad affrontarsi e Ichigo, saputo che Dordoni non è un Espada, per risparmiare le proprie energie per i futuri scontri con gli Arrancar di livello superiore, decide di non usare il Bankai. Dordoni rilascia la sua Zanpakutō. |                   |                 |

## DVD

### Giappone
Gli episodi della settima stagione di Bleach sono stati distribuiti in Giappone anche tramite DVD, quattro per disco, da dicembre 2007 ad aprile 2008.
| N° | Data             | Dischi | Episodi |
| -- | ---------------- | ------ | ------- |
| 1  | 19 dicembre 2007 | 1      | 132-135 |
| 2  | 23 gennaio 2008  | 1      | 136-139 |
| 3  | 27 febbraio 2008 | 1      | 140-143 |
| 4  | 26 marzo 2008    | 1      | 144-147 |
| 5  | 23 aprile 2008   | 1      | 148-151 |